# Mordellina atrofusca signatelloides
Mordellina atrofusca signatelloides es una subespecie de Mordellina atrofusca, un coleóptero de la familia Mordellidae.

## Distribución geográfica
Habita en Japón.